# جامعة الأنبار
جامعة الأنبار هي جامعة عراقية في مدينة الرمادي في محافظة الأنبار، العراق. تأسست عام 1987 وبدأت الدراسة فيها في العام الدراسي 1988-1989 في كلية التربية وكلية التربية البنات، وتضم اليوم إحدى وعشرين كلية.
تحتل الجامعة الترتيب 2744 على مستوى العالم والترتيب 6 على مستوى جمهورية العراق.

## الكليات
- كلية الطب
- كلية طب الأسنان
- كلية الصيدلة
- كلية الهندسة وتضم أقسام:
  - قسم الهندسة المدنية: وهو من أقدم الأقسام الهندسية في الكلية تأسس سنة 1989م ويمنح هذا القسم شهادة البكالوريوس والماجستير في الهندسة المدنية.
  - هندسة ميكانيك: تأسس مع قسم الهندسة المدنية عام 1989م. يمنح شهادة البكالوريوس في الهندسة الميكانيكية/عام، والماجستير في الهندسة الميكانيكية/حراريات.
  - هندسة السدود والموارد المائية: هو أول قسم هندسي متفرع من الهندسة المدنية في جامعة الأنبار وهو يختص بدراسة السدود من حيث (التصميم والتنفيذ) إضافة إلى دراسة قسم المدني بصورة شاملة ما عدا الطرق وهناك مواد إضافية يدرسها القسم مثل اقتصاديات الموارد المائية وسلامة وصيانة السدود ومواد أخرى. تم افتتاح هذا القسم في السنة الدراسية 2002/2003 وقد تم تخرج 8 طلاب كدفعة أولى لهذا القسم في السنة الدراسية 2005/2006
  - هندسة كهرباء: افتتح هذا القسم عام 2004
  - قسم الهندسة الكيمياوية وتأسس في عام 2012
- كلية العلوم وتضم أقسام:
  - قسم الفيزياء
  - قسم الكيمياء
  - قسم علوم الحياة
- قسم الجيولوجيا
- كلية العلوم التطبيقية/هيت وتضم اقسام:
  - قسم الفيزياء الطبية
  - قسم الكيمياء التطبيقية
  - قسم البيئة
- كلية الإدارة والاقتصاد-رمادي:
  - قسم الاقتصاد
  - قسم المحاسبة
  - قسم الإدارة ويحتوي على فرعين
    - الإدارة العامة
    - إدارة الأعمال
- كلية الحاسوب وتضم قسمي:
  - علوم الحاسبات
  - نظم المعلومات
- كلية القانون والعلوم السياسية
  - قسم القانون
  - قسم العلوم السياسية
- كلية الآداب
  - اللغة العربية
  - اللغة الإنجليزية
  - الجغرافية
  - التاريخ
  - علم الاجتماع
  - قسم الإعلام
- كلية التربية للعلوم الصرفة، وتشمل أربعة أقسام:
  - قسم الكيمياء
  - قسم الفيزياء
  - قسم علوم الحياة
  - قسم الرياضيات
- كلية التربية للعلوم الإنسانية، وتشمل ستة أقسام:

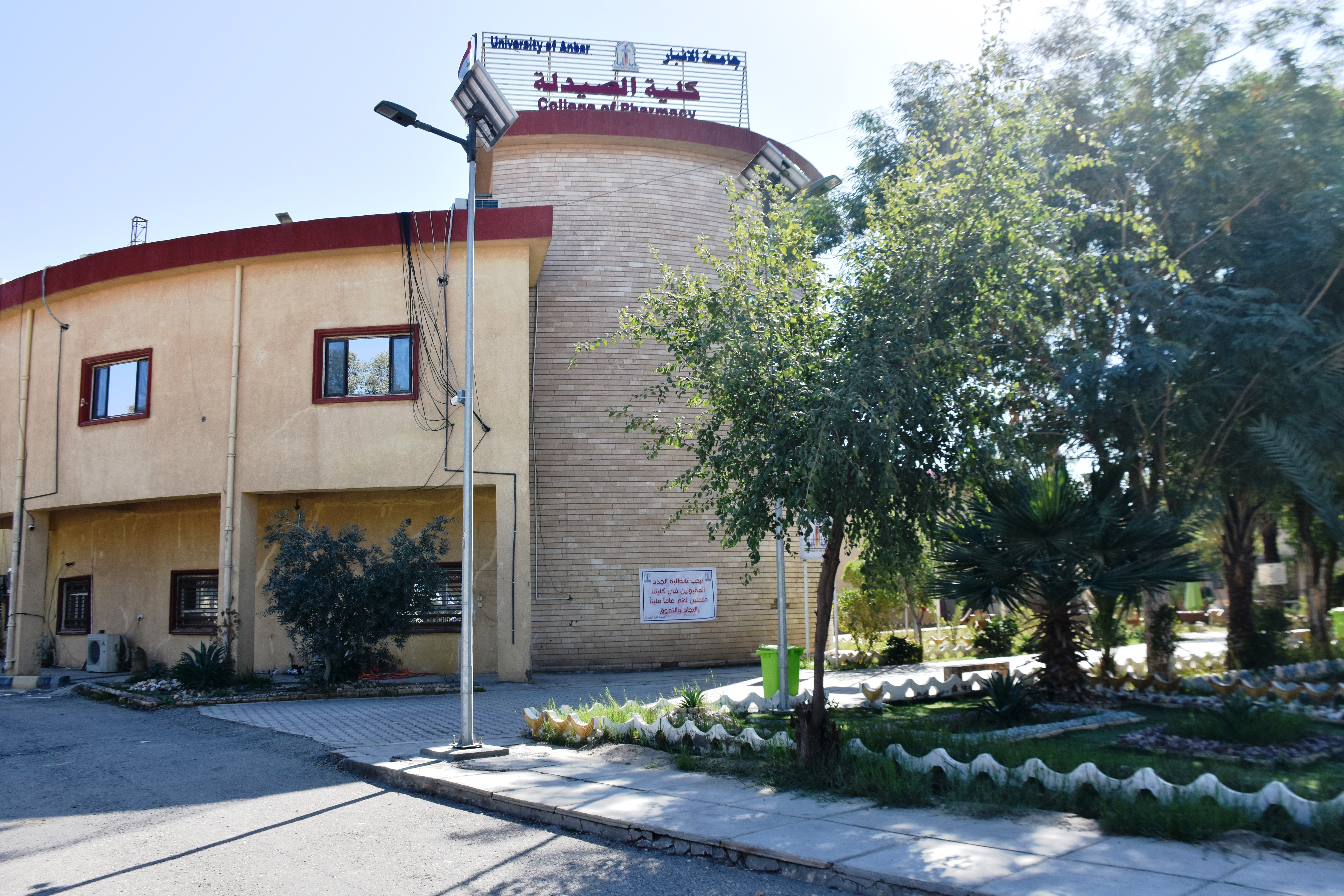
كلية الصيدلة في جامعة الأنبار

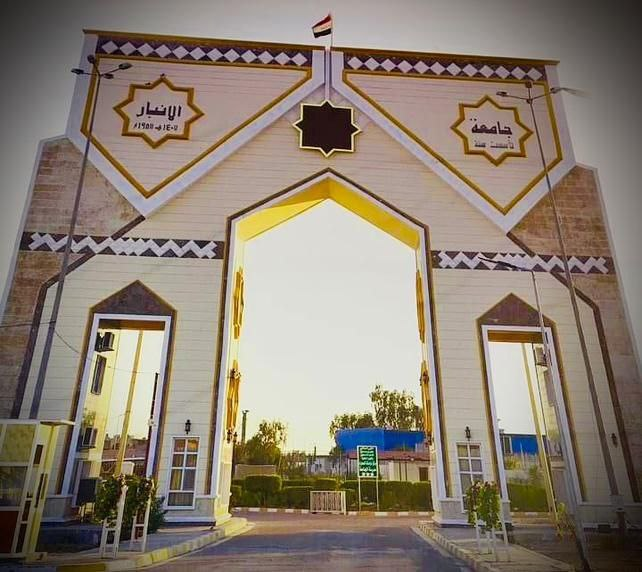
جامعة الانبار

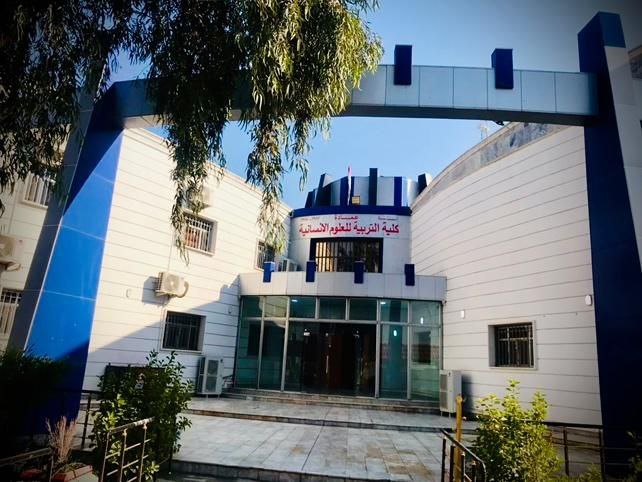
جامعة الانبار

  - قسم اللغة العربية
  - قسم اللغة الإنجليزية
  - قسم التاريخ
  - قسم الجغرافية
  - قسم علوم القرآن
  - قسم العلوم التربوية والنفسية.
- كلية الزراعة:
  - قسم المحاصيل الحقلية
  - قسم البستنة وهندسة الحدائق
  - قسم الثروة الحيوانية
  - قسم الصناعات الغذائية
  - قسم وقاية المزروعات
  - قسم التربة
  - قسم الاقتصاد الزراعي
- كلية التربية للبنات
  - قسم الكيمياء
  - قسم علوم الحياة
  - قسم الفيزياء
  - قسم التاريخ
  - قسم الجغرافية
  - قسم اللغة العربية
  - قسم التربية الإسلامية
  - قسم اللغة الإنجليزية
- كلية التربية (القائم)
  - اللغة العربية
  - التربية الإسلامية
- كلية العلوم الإسلامية - الرمادي
- كلية التربية الرياضية
- كلية العلوم الإسلامية - الفلوجة
- كلية الإدارة والاقتصاد - الفلوجة
- كلية الطب البيطري
- كلية التربية الأساسية - حديثة
- كلية القانون - الفلوجة